# Adolf von Warnstedt

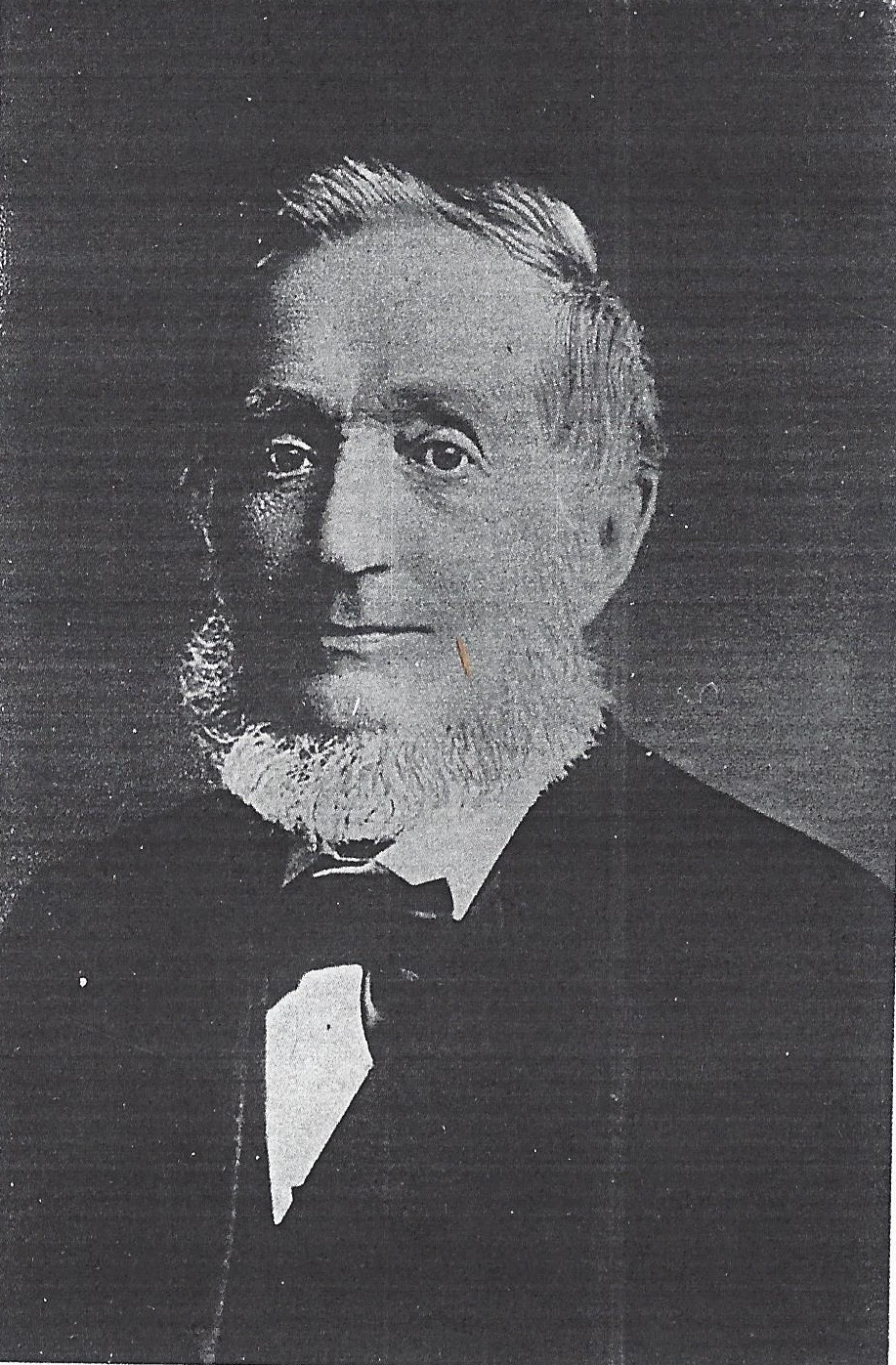
Adolf von Warnstedt (1867)

Adolf Eduard Friedrich Johannes von Warnstedt (* 9. April 1813 in Schleswig; † 20. September 1897 in Göttingen) war ein deutscher Beamter, Politiker und Universitätskurator in Göttingen.

## Leben und Wirken

### Herkunft
Seine Eltern waren der Kammerherr Franz Ludwig von Warnstedt (* 1. Juni 1783; † 18. März 1868) und dessen Ehefrau Lucie (* 7. Februar 1786 in Altona; † 26. November 1870 in Itzehoe), geb. Matthiessen. Sein Vater war Besitzer der adeligen Güter Loitmark und Espenis.

### Ausbildung und Wirken
Adolf von Warnstedt besuchte das Gymnasium in Plön und das Pädagogium in Ilfeld. Er studierte
in Kiel sowie Göttingen und promovierte zum Dr. jur. und Dr. phil. Anschließend war er in verschiedenen Verwaltungspositionen in Kopenhagen, Schleswig, Kiel und Merseburg, bevor ihm vor 1853 in Hannover ein Posten als vortragender Rat im königlich  hannoverschen Unterrichtsministerium übertragen wurde, wo vorzugsweise die Angelegenheiten der Göttinger Universität betreute. Dann rückte er zum Generalsekretär des Universitätskuratoriums in Göttingen auf und bekleidete dieses Amt auch über die 1866er Annexion des Königreichs Hannover durch Preußen hinweg, bis er 1868 vom preußischen König Wilhelm zum Kurator und damit Oberaufseher der Universität Göttingen ernannt wurde. Er übte das Amt bis zu seiner Emeritierung 1888 aus.
1860 ließ Warnstedt sich in Göttingen in der Bürgerstraße 50 eine repräsentative Villa nach Plänen des späteren Universitätsbaumeisters Friedrich Doeltz errichten.
1867 wurde er zum Ehrenmitglied der Göttinger Akademie der Wissenschaften gewählt.

### Politik
Von 1848 bis 1851 war Adolf von Warnstedt Mitglied der Schleswig-Holsteinischen Landesversammlung. 1867 war er Abgeordneter des Wahlkreises Schleswig-Holstein 5 (Dithmarschen, Steinburg) im Konstituierenden Reichstag des Norddeutschen Bundes. Dort gehörte er der Fraktion der Bundesstaatlich-Konstitutionellen Vereinigung an.

## Familie
Adolf von Warnstedt heiratete am 5. Dezember 1857 in Kiel die Gräfin Anna Luise Agnes von Holstein-Holsteinborg (* 12. April 1833; † 20. Februar 1912), eine Tochter des Domherrn Heinrich Christoph von Holstein und dessen Ehefrau Mathilde Susanne, geborene Gräfin von Rantzau aus dem Hause Rastorf.
Das Ehepaar hatte vier Kinder:
- Karl Friedrich Konrad Ludwig (* 9. November 1858 in Hannover,  † ...in Korbach), preußischer Amtsrichter  ⚭ 1889 Anna Dorothea von Gröning (* 8. Januar 1856 in Bremen, † ...in Korbach) – ihre beiden adoptierten Söhne Tetzlaff und Otto führten den Namen von Wobeser-Warnstedt
- Luise Therese Auguste (* 1. Februar 1860 in Hannover, † ...), Konventualin des Klosters Itzehoe
- Mathilde Luise Anna Julie (* 8. April 1861 in Hannover,  † ...)
- Konrad Egmond Gustav (* 25. August 1864 in Hannover, ⚔ 16. April 1918 bei La Bassée), preußischer Oberstleutnant und Kommandeur des Schweriner Infanterie-Regiments 360  ⚭ 1897 Elisabeth von Rauch (* 20. Februar 1877, † 27. September 1945), Tochter des preußischen Generalleutnants Friedrich Wilhelm von Rauch und seiner Ehefrau Katharina, geborene von Behr-Negendank. – Die Gräber seines Sohnes Konrad und dessen Ehefrau auf dem Alten Friedhof in Schwerin konnten nach 1990 wieder errichtet werden.

## Archivalien
- Personalakte im Universitätsarchiv Göttingen[2]